# Юнайтед Африка Тайгерс
Юнайтед Африка Тайгерс Футбол Клуб або просто Юнайтед Африка Тайгерс (англ. United Africa Tigers Football Club) — професіональний футбольний клуб з Намібії, який представляє місто Віндгук.

## Історія
Спортивний клуб «Юнайтед Африка Тайгерс» було засновано ще в 1927 році, але футбольна команда в ньому з'явилася лише в 1942 році.
Це один із клубів-засновників національного чемпіонату, який було створено в 1991 році, є одним з лідерів національного чемпіонату з моменту заснування турніру, клуб досі жодного разу не перемагав у незалежному чемпіонаті, їх найкраще досягнення — третє місце в сезоні 2012—2013 років. Найбільшого успіху клуб досяг в Кубку Намібії: вісім разів виступав у фіналі, однак виграв трофей лише тричі — в 1995, 1996 і 2015.
Клуб кілька разів змінював назву протягом своєї історії. Спочатку вони виступали під назвою ФК «Тайгерс», перш ніж стати «Мукороб Пеладжик Тайгерс» (як правило, скорочено використовується «МП Тайгерс») в 1993 році, повертається до назви ФК «Тайгерс» в 2000 році, а напередодні початку сезону 2001—2002 років клуб почав використовувати свою нинішню назву.
Ці успіхи Кубок дозволили «Тайгерс» неодноразово брати участь в континентальних змаганнях. Таким чином, він досяг стадії плей-оф в Кубкі володарів кубків 1996 році.
Серед відомих гравців, які носили майку тигрів, можна виділити гравців національної збірної Намібії Тангені Шипаху, який виступав у клубі протягом трьох сезонів, або Разундара Тжикузу.

## Досягнення
- Прем'єр-ліга (1)

 Чемпіон 1985
- Кубок Намібії Бідвест (3)

 Переможець 1995, 1996 та 2015
 Фіналіст (5): 1994, 1998, 1999, 2002, 2003

## Виступи на континентальних турнірах
| Сезон | Турнір                     | Раунд      | Клуб                       | Вдома | На виїзді | Загальний   |
| ----- | -------------------------- | ---------- | -------------------------- | ----- | --------- | ----------- |
| 1996  | Кубок володарів кубків КАФ | Попередній | Реал Роверз                | 1-2   | 2-1       | 3-3 (4-1 p) |
| 1996  | Кубок володарів кубків КАФ | 1          | ФК «Замсуре»               | т.п.1 | т.п.1     | т.п.1       |
| 1996  | Кубок володарів кубків КАФ | 2          | АК Содікаф                 | 0-3   | 0-7       | 0-10        |
| 1997  | Кубок володарів кубків КАФ | Попередній | Одинадцять людей в польоті | 1-1   | 0-0       | 1-1 (в)     |

1- Замсуре покинув турнір.

## Відомі гравці
- Нельсон Аквеньє
- Джеремая Вайсако
- Тімоті Гті
- Лвазі Мшейкс
- Віллем Мведіханга
- Саймон Шикокола
- Стівен Сабаза
- Едвард Асіно
- Ананьяс Гебхардт
- Бенсон Шилонго
- Лету Шатімулене
- Джейкоб Пінеас
- Ндако Скроеф
- Діксон Вітбін
- Лубігіса Мадатата